# Peter Handke
Peter Handke (tiếng Đức: [ˈhantkə]; sinh ngày 6 tháng 12 năm 1942) là một tiểu thuyết gia, nhà viết kịch và dịch giả người Áo. Ông đã được trao giải Nobel Văn học năm 2019.

## Đời sống

### Tuổi thơ
Handke và mẹ của mình (một người Slovenia Carinthia mà đã tự tử vào năm 1971 là chủ đề của tác phẩm A Sorrow Beyond Dreams của Handke, một sự phản ánh về cuộc sống của bà), sống ở Liên Xô chiếm đóng Pankow huyện Berlin từ 1944 đến 1948 trước khi tái định cư tại Griffen. Theo một số người viết tiểu sử, cha dượng của ông nghiện rượu và đời sống văn hóa hạn chế của thị trấn nhỏ đã góp phần vào sự ác cảm của Handke đối với thói quen và sự hạn chế.
Năm 1954, Handke được gửi đến trường nội trú của các cậu bé Công giáo Marianum tại Lâu đài Tanzenberg ở Sankt Veit an der Glan, Carinthia. Tại đây, ông đã xuất bản bài viết đầu tiên của mình trên tờ báo của trường, Fackel. Năm 1959, ông chuyển đến Klagenfurt, nơi ông học trung học và năm 1961, ông bắt đầu học luật tại Đại học Graz.

### Nghề nghiệp
Trong thời gian nghiên cứu, Handke đã tự mình trở thành một nhà văn, kết nối với Grazer Gruppe (Hội đồng tác giả của Graz), một hiệp hội của các nhà văn trẻ. Nhóm đã xuất bản manuskripte tổng hợp văn học. Các thành viên của nó bao gồm Elfriede Jelinek và Barbara Frischmuth.
Handke đã bỏ học vào năm 1965, sau khi nhà xuất bản Đức Suhrkamp Verlag chấp nhận cuốn tiểu thuyết Die Hornissen (The Hornets) để xuất bản. Ông đã thu hút được sự chú ý sau khi xuất hiện tại một cuộc họp của các nghệ sĩ tiên phong thuộc nhóm nhạc Buckpe 47 ở Princeton, New Jersey, Hoa Kỳ, nơi anh ta trình bày vở kịch Publikumsbeschimpfung (Xúc phạm khán giả). Handke trở thành một trong những người đồng sáng lập của nhà xuất bản Verlag der Autoren vào năm 1969 và tham gia với tư cách là thành viên của nhóm Grazer Autorenversammlung từ năm 1973 đến 1977.